# Metabus ebanoverde
Metabus ebanoverde är en spindelart som beskrevs av A[ac. acute och lvarez-Padilla 2007. Metabus ebanoverde ingår i släktet Metabus och familjen käkspindlar. Inga underarter finns listade i Catalogue of Life.